# Maciej Żak
Maciej Żak (ur. 16 września 1962 w Katowicach) – polski reżyser.

## Życiorys
W 1987 ukończył studia na kierunku „reżyseria telewizyjno-filmowa” na Wydziale Radia i Telewizji Uniwersytetu Śląskiego w Katowicach. Studiował także filologię polską.
Był drugim reżyserem komedii Juliusza Machulskiego Pieniądze to nie wszystko (2001) oraz reżyserem pierwszego odcinka drugiej części serialu Czego się boją faceci, czyli seks w mniejszym mieście (2004). W pełnometrażowym filmie fabularnym zadebiutował filmem Ławeczka (2004), adaptacją sztuki teatralnej Aleksandra Gelmana.
W 1998 poślubił Anetę Kręglicką, z którą ma syna Aleksandra (ur. 2000).

## Filmografia

### Reżyser
- Czego się boją faceci, czyli seks w mniejszym mieście (2003–2005)
- Ławeczka (2004)
- Rozmowy nocą (2008)
- Rezydencja (2011) odc. 1-21
- Supermarket (2012)
- Konwój (2017)
- Leśniczówka (2017) odc. 1-34
- Archiwista (2020)

### Scenarzysta
- Ławeczka (2004)
- Supermarket (2012)
- Konwój (2017)